# 斎藤親盛
斎藤 親盛（さいとう ちかもり、慶長8年（1603年） - 延宝2年3月8日（1674年4月13日））は、江戸時代前期の武士、文人・仮名草子作者。通称は清三郎。筆名如儡子（にょらいし）。幼名は清三郎、俗名斎藤以伝、法名武心士峯居士。墓は、福島県二本松市の松岡寺（臨済宗妙心寺派）。

## 概要
斎藤家初代光盛は、越後国西山日光寺辺（現・新潟県東蒲原郡阿賀町払川）の出身と推測される。出羽国（山形県）に移り、藤島城（山形県藤島町、現在は鶴岡市）の城代を務めたとされている。父は、斎藤家2代広盛。出羽山形藩最上氏家臣、母は東禅寺勝正の妹。清三郎は領内の酒田筑後町に生まれた。藩主の最上家親に近侍して、一字を賜り「親盛」と称した。元和8年（1622年）の最上氏の改易で浪人となり、父と共に、祖父光盛の出身地越後へ行くことになったが、父の急死で、母と共に越後へ行く。やがて江戸に出た。一時、西国大名に仕えたり医師をして生計をたてた。
その高い教養を生かして文学作品を執筆し、仮名草子の傑作『可笑記』で評価を得る。他に『百八町記』や俳諧作品、『砕玉抄』（百人一首の注釈書）がある。また、諸大名を批評した『堪忍記』もある。
万治3年（1660年）に長子の秋盛が陸奥二本松藩主の丹羽光重に仕官したことから、同地に移住して没した。